# イーストロサンゼルス
イーストロサンゼルス（East Los Angeles）は、アメリカ合衆国カリフォルニア州のロサンゼルス郡にある国勢調査指定地域（CDP）。ダウンタウン・ロサンゼルスの東側に位置している。しばしばEast L.A.、East Los、またスペイン語でEl Esteとも呼ばれる。
イーストロサンゼルスはインナーシティに形成された人口密度の高い住宅地である。2020年アメリカ合衆国国勢調査によれば、住民の96パーセントはヒスパニックだった。貧困率は16.6パーセントで、全米の平均値11パーセントより高かった。一方、イーストロサンゼルスの北に近接するロサンゼルス市北東部の諸地域ではジェントリフィケーションが進んでおり、非ラテン系白人の中流以上の層が多く住んでいる。

## 歴史

### 創設期
スペイン人による入植が始まった時代、この地には聖ガブリエル大天使ミッション（Mission San Gabriel Arcangel）が建てられたほかには、いくつかの農場が広がるだけであった。1875年、サザン・パシフィック鉄道が開通すると、この地域で大規模な開発が始まった。その後30年にわたって、急速に発展していったロサンゼルスのダウンタウンからの路面電車がこの地域に延伸され、交通が整えられていった。この地域内のモンテシト・ハイツ（Montecito Heights）やマウント・ワシントン（Mt. Washington）は、当時はダウンタウンを見下ろす丘の上に地中海様式の高級住宅が建ち並んだ、裕福なコミュニティであった。一方、庶民はエル・セラノ（El Sereno）やシティ・テラス（City Terrace）に多く住んでいた。

### ラテン化
イーストロサンゼルスはヒスパニック系やラテン系が集中する地区として知られているが、その淵源は20世紀初頭にさかのぼることができる。これらのラテン系の住民の多くはメキシコからの移民とその子孫である。
しかし、古くはこの地域にもラテン系以外の住民が住んでいた。1930年代に入ってロサンゼルスの西側の開発が進むまで、ロサンゼルス北東部には非ラテン系の白人が多かった。イーストロサンゼルスの西に隣接するボイルハイツ（Boyle Heights）には、第二次世界大戦前にはセルビア系、ユダヤ系、日系が多く住んでいた。リンカーン・ハイツ（Lincoln Heights）にはイタリア系が多かった。これらの民族グループは、第二次世界大戦が終わると郊外へと移り住み、イーストロサンゼルスやボイルハイツにはラテン系のスラムが形成されていった。1950年頃までには、この地域は少数のフィリピン系を除いて、住民のほとんどがメキシコ系で占められるようになった。
イーストロサンゼルスでは非ラテン系白人とラテン系との民族間緊張が高かった。第二次世界大戦中の1943年に群発的に発生した暴動、ズート・スーツの暴動（Zoot Suit Riots）では、その暴力的行為の多くがダウンタウンのみならず、イーストロサンゼルスにおいてもなされた。

### 住民層の変化
やがて、ヒスパニック系・ラテン系移民の2世・3世と呼ばれる世代はイーストロサンゼルスを離れ、南カリフォルニアの各地に散らばっていった。こうした動きは第二次世界大戦が終わるとすぐに始まった。これらの世代の住民のうち、社会的地位が上がり、収入が増えた者たちは、オレンジ郡やサンフェルナンドバレーなど中流層の住む郊外の住宅地に移住していった。その一方で、メキシコや中米からの新たな移民はイーストロサンゼルスの低所得者層地域に住みついた。
1970年代以降、ヒスパニック・ラテン系の移民はイーストロサンゼルスのほか、それまでは黒人の多かったコンプトン、リンウッド、ワッツにも移入してくるようになった。一方、これらの都市・地域では、フィリピン系や中国系が移入し、ラテン系が転出するという現象も見られた。

### ジェントリフィケーション
1990年代後半に入ると、イーストロサンゼルスの北に広がる中流層の住宅地を中心にジェントリフィケーションが始まった。グレンデールとパサディナの間に位置するイーグルロック（Eagle Rock）には、非ラテン系白人の中流層・上位中流層が流入し、高級住宅地が形成されている。そのほか、イーストロサンゼルスに近接するロサンゼルス市内北東部の地域でも軒並み地価が上がってきている。

## 地理
イーストロサンゼルスは北緯34度1分53秒 西経118度10分7秒 / 北緯34.03139度 西経118.16861度（34.031462, -118.168653）に位置している。ロサンゼルスのダウンタウンの東に隣接している。アメリカ合衆国統計局によると、イーストロサンゼルスは総面積19.3km²（7.4mi²）である。その全域が陸地であり、水域はない。

## 人口動勢
以下は2006年の推計による人口統計データである。
基礎データ
- 人口: 134,283人
- 世帯数: 31,844世帯
- 家族数: 27,068家族
- 人口密度: 6,449.7人/km²（16,697.4人/mi²）
- 住居数: 33,096軒
- 住居密度: 1,613.7軒/km²（4,177.8軒/mi²）

人種別人口構成
- 白人: 0.15%（ヒスパニック系を除く）
- アフリカン・アメリカン: 0.20%
- ネイティブ・アメリカン: 0.21%
- アジア人: 0.28%
- 太平洋諸島系: 0.06%
- その他の人種: 54.01%
- 混血: 4.22%
- ヒスパニック・ラテン系: 99.17%

年齢別人口構成
- 18歳未満: 34.6%
- 18-24歳: 12.6%
- 25-44歳: 30.7%
- 45-64歳: 14.2%
- 65歳以上: 7.9%
- 年齢の中央値: 26歳
- 性比（女性100人あたり男性の人口）
  - 総人口: 101.6
  - 18歳未満: 99.2

世帯と家族
- 18歳未満の子供がいる: 51.7%
- 結婚・同居している夫婦: 53.1%
- 未婚・離婚・死別女性が世帯主: 21.7%
- 非家族世帯: 16.0%
- 単身世帯: 12.5%
- 65歳以上の老人1人暮らし: 6.4%
- 平均構成人数
  - 世帯: 4.15人
  - 家族: 4.42人

収入と家計
- 収入の中央値
  - 世帯: 28,544米ドル
  - 家族: 29,755米ドル
  - 性別
    - 男性: 21,065米ドル
    - 女性: 18,475米ドル
- 人口1人あたり収入: 9,543米ドル
- 貧困線以下
  - 対人口: 27.2%
  - 対家族数: 24.7%
  - 18歳未満: 35.0%
  - 65歳以上: 13.5%

## 交通
ロサンゼルス郡都市圏交通局E線が地域内に乗り入れている。

## 出身者
- テッド・バーマン - 映画監督、1919生
- ハンプトン・ファンチャー - 脚本家、1938生
- オスカー・デ・ラ・ホーヤ - ボクサー、1973生
- レオナルド・ディカプリオ - 俳優、1974生。若年期を同地や、ロス市内のハリウッド地区とはいえ決して豊かとはいえない慎ましい家で生まれ育った[2]。
- セルヒオ・モラ - ボクサー、1980生
- リッキー・ロメロ - 野球選手、1984生